# Bobby Womack
Bobby Womack (født Robert Dwayne Womack 4. marts 1944 i Cleveland, Ohio, død 27. juni 2014) var en amerikansk soulmusiker og sangskriver. Han var bror til Cecil Womack.
I begyndelsen af 1960'erne sang de to brødre gospel under navnet The Womack Brothers og indspillede på Sam Cookes pladeselskab SAR Records. De dannede senere gruppen The Valentinos og indspillede en lang række soul- og rocksange, herunder "It's All Over Now" skrevet af Bobby Womack og svigerinden Shirley Womack. The Rolling Stones indspillede senere et cover af sagen, der blev et stort hit.
Womack giftede sig med Sam Cookes enke Barbara Campbell kun få måneder efter Cookes død i 1964. I 1970'erne og 1980'erne fik Womack succes på de amerikanske hitlister blandt andet med "Lookin' for a Love" (1974), "Daylight" (1976) og "If You Think You're Lonely Now" (1982).
Womack skrev blandt andet titelsangen til filmen Across the 110th Street i 1972. Titelsangen er tillige anvendt af Quentin Tarantino i filmen Jackie Brown (1997) og i Ridley Scotts American Gangster (2007).
Womack blev i 2009 optaget i Rock and Roll Hall of Fame.

## Diskografi

### Album
- 1968: Fly Me to the Moon (Minit Records)
- 1969: My Prescription (Minit Records)
- 1970: The Womack "Live" (United Artists Records)
- 1971: Communication (United Artists Records)
- 1972: Understanding (United Artists Records)
- 1972: Across 110th Street (United Artists Records)
- 1973: Facts of Life (United Artists Records)
- 1974: Lookin' for a Love Again (United Artists Records)
- 1975: Greatest Hits (United Artists Records)
- 1975: I Don't Know What the World Is Coming To (United Artists Records)
- 1976: Safety Zone (United Artists Records)
- 1975: I Can Understand It (United Artists Records)
- 1976: BW Goes C&W (United Artists Records)
- 1976: Home Is Where the Heart Is (Columbia Records)
- 1977: Pieces (Columbia Records)
- 1979: Roads of Life (Arista Records)
- 1981: The Poet) (Beverly Glen)
- 1984: Poet II (Beverly Glen)
- 1985: So Many Rivers (MCA)
- 1985: Someday We'll All Be Free (Beverly Glen)
- 1986: Womagic (MCA)
- 1987: Last Soul Man (MCA)
- 1989: Save The Children (Solar Records)
- 1994: Soul Seduction Supreme (Castle Records)
- 1994: Resurrection (Continuum)
- 1998: Soul Sensation Live (Sequel Records)
- 1999: Back to My Roots (Capitol Records)
- 1999: Traditions (Capitol Records)
- 2000: Christmas Album (Indigo)
- 2012: The Bravest Man in the Universe

### Singler
- 1962: "Lookin' for a Love"
- 1964: "It's All Over Now"
- 1968: "Fly Me to the Moon"
- 1968: "What Is This"
- 1969: "How I Miss My Baby"
- 1969: "I Left My Heart in San Francisco"
- 1969: "It's Gonna Rain"
- 1970: "I'm Gonna Forget About You"
- 1970: "More Than I Can Stand"
- 1971: "Communication"
- 1971: "The Preacher (Part 2)/More Than I Can Stand"
- 1972: "Sweet Caroline (Good Times Never Seemed So Good)"
- 1972: "That's The Way I Feel About Cha"
- 1972: "Woman's Gotta Have It"
- 1973: "Across 110th Street"
- 1973: "Harry Hippie"
- 1973: "I'm Through Trying to Prove My Love to You"
- 1973: "Nobody Wants You When You're Down and Out"
- 1974: "Lookin' for a Love"
- 1974: "You're Welcome, Stop on By"
- 1975: "Check It Out"
- 1975: "It's All Over Now"
- 1976: "Daylight"
- 1976: "Where There's a Will, There's a Way"
- 1977: "Home Is Where the Heart Is"
- 1978: "Trust Your Heart"
- 1979: "How Could You Break My Heart"
- 1981: "Secrets"
- 1982: "If You Think You're Lonely Now"
- 1982: "Where Do We Go From Here"
- 1984: "It Takes a Lot of Strength to Say Goodbye"
- 1984: "Love Has Finally Come at Last" (duett med Patti LaBelle)
- 1985: "I Wish He Didn't Trust Me So Much"
- 1985: "Let Me Kiss It Where It Hurts"
- 1985: "Someday We'll All Be Free"
- 1986: "(I Wanna) Make Love to You"
- 1989: "Save the Children"
- 2012: "Please Forgive My Heart"